# Jonas Jacobsson
Sven Jonas Jacobsson, född 22 juni 1965 i Krokeks församling i Östergötlands län, är en svensk parasportare som tävlar i sportskytte. Han har under perioden 1980-2016 deltagit i alla Paralympiska sommarspel och tagit sammanlagt 30 paralympiska medaljer, varav 17 guld. 
I VM i sportskytte för skyttar med funktionsnedsättning har Jacobsson tagit 19 guld och i EM 17 guld. Inom Sverige har han vunnit 30 SM-guld i handikappsammanhang och 13 SM-guld i skytte för icke handikappade.
Jacobsson har tilldelats priset som årets idrottare med funktionshinder vid tre tillfällen, 2001, 2005 och 2007 och har vid två tillfällen nominerats till priset som världens bästa paraidrottare till Laureus World Sports awards. Han tilldelades även, som första parasportare, Svenska Dagbladets guldmedalj 2008.

## Resultat i paralympiska sommarspelen i Peking 2008
- 8  september:  10 meter luftgevär stående, kval 596 världsrekord, final 104,5, sammanlagt 700,5 världsrekord
- 10 september: 50 meter frigevär mixed 3x40, kval 1163 världsrekord, final 101,3, sammanlagt 1264,3 världsrekord
- 12 september:  50 meter frigevär liggande, kval 592, final 103,8, sammanlagt 695,8

Jonas Jacobsson med hustrun Aja Lind på Idrottsgalan i Globen den 14 januari 2013.